# Ioan Tănăsescu
Ioan Tănăsescu (* 23. Februar 1892 in Bukarest, Rumänien; † 28. Dezember 1959 ebenda) war ein rumänischer Chemiker.

## Leben
Von 1904 bis 1911 studierte Tănăsescu an der Universität Bukarest und ging danach an die Universität Cluj, wo er 1912 das Staatsexamen ablegte. 1920 wurde er dort Laborleiter und im Jahre 1922 zum Dr. rer. nat. promoviert. Er habilitierte sich 1927 und wurde an der Universität Cluj 1930 zum Titularprofessor für organische Chemie ernannt. Bekannt wurde er durch seine Arbeiten auf dem Gebiet der Stickstoffheterocyclen, insbesondere auf dem der Acridine. Zusammen mit dem deutschen Chemiker Kurt Lehmstedt entwickelte er die Lehmstedt-Tănăsescu-Reaktion bei der 2-Nitrobenzaldehyde mit Aromaten umgesetzt werden und zu Acridonen reagieren. Außerdem forschte er im Bereich polycyclischer Kohlenwasserstoffe mit nur einem gemeinsamen Ringatom (Spiroverbindungen).